# Travis Willingham
Travis Hampton Willingham (Dallas, 3 agosto 1981) è un doppiatore statunitense.

## Biografia
Nato a Dallas, si interessa alla recitazione fin da piccolo, iniziando a studiare presso la scuola privata J.R. Long Middle School. Si è laureato alla Woodrow Wilson High School e ha studiato alla Texas Christian University. Nei primi anni 2000 si trasferisce a Los Angeles per intraprendere la carriera di attore.
Ha dato voce a diversi personaggi di anime, tra cui Pierre Vieira in Aquarion, Roy Mustang in Fullmetal Alchemist, Fullmetal Alchemist: Brotherhood, OAV di Fullmetal Alchemist e Fullmetal Alchemist - The Movie: Il conquistatore di Shamballa, Ginko in Mushishi, Portuguese D. Ace in One Piece (ridoppiaggio), Yanagisawa in YuYu Hakusho e Yu Kanda in D.Gray-man, Zetsu e Jugo in Naruto, Cell in Dragon Ball Kai.
Ha inoltre prestato la propria voce nei videogiochi come Battlefield Hardline, Infamous Second Son e League of Legends (come Talon Du Couteau) e ha prestato la voce anche a Harvey Dent/Due Facce nel videogioco Batman la serie Telltales
Willingham è anche un membro del cast della webserie di Dungeons & Dragons Critical Role, dove ha interpretato Grog nella prima campagna, Fjord nella seconda, così come Sir Bertrand Bell e Chetney Pock O'Pea nella terza campagna. Nel 2022 Willingham riprende il ruolo di Grog nella serie La leggenda di Vox Machina.

## Vita privata
Nel 2011 si è sposato con la collega Laura Bailey.

## Doppiaggio

### Videogiochi
- Knuckles in Super Smash Bros. Ultimate

## Doppiatori italiani
Nelle versioni in italiano delle opere in cui ha recitato, Travis Willingham è stato doppiato da:
- Marco De Risi in Cold Case - Delitti irrisolti
- Marco Panzanaro in Nip/Tuck

Da doppiatore è stato sostituito da:
- Maurizio Merluzzo in Sonic Lost World, Sonic Boom - Frammenti di cristallo, Super Smash Bros. Ultimate [9]
- Davide Marzi in Knack, Knack II
- Andrea Bolognini in Halo 4 (Demarco)
- Massimo Bitossi in Sofia la principessa
- Federico Danti in Infamous: Second Son[10]
- Claudio Colombo in Far Cry 4
- Ivo De Palma in Battlefield Hardline
- Gianluca Iacono in Halo 5: Guardians (Frederic)
- Renzo Ferrini in Halo 5: Guardians (Jul 'Mdama)
- Alberto Olivero in Injustice 2
- Claudio Moneta ne La Terra di Mezzo: L'ombra della guerra
- Oreste Baldini in Sonic Boom
- Antonello Governale in Starcraft II - Legacy of the Void
- Tony Sansone in Spider-Man
- Alessandro Rigotti in Lego DC Super Villains (Superman)
- Achille D'Aniello in Star Wars Jedi: Fallen Order
- Dario Oppido in Death Stranding
- Dario Agrillo ne La leggenda di Vox Machina
- Gianluca Iacono in The Last of Us: Parte II